# Bergbådan (vid Skinnarslandet, Malax)
Bergbådan är en ö i Finland. Den ligger i Norra kvarken och i kommunen Malax i den ekonomiska regionen  Vasa i landskapet Österbotten, i den västra delen av landet. Ön ligger omkring 18 kilometer sydväst om Vasa och omkring 370 kilometer nordväst om Helsingfors.
Öns area är 2,8 hektar och dess största längd är 290 meter i nord-sydlig riktning.